# Antiche unità di misura del circondario di Rimini
Sono qui riportate le conversioni tra le antiche unità di misura in uso nel circondario di Rimini e il sistema metrico decimale, così come stabilite ufficialmente nel 1877.
Nonostante l'apparente precisione nelle tavole, in molti casi è necessario considerare che i campioni utilizzati (anche per le tavole di epoca napoleonica) erano di fattura approssimativa o discordanti tra loro.

## Misure di lunghezza
| Comuni | Denominazione | Valore   | Unità |
| --- | ------------- | -------- | ----- |
| Rimini, Coriano, Gemmano, Misano, Mondaino, Montecolombo, Montefiorito, Morciano, Montegridolfo, Montescudo, Saludeccio, San Clemente, San Giovanni in Marignano, Scorticata, Verucchio | Braccio       | 0,631432 | m     |
| Santarcangelo, Poggio Berni | Passetto      | 0,626267 | m     |
| Tutti i comuni | Piede         | 0,542948 | m     |

Il braccio mercantile di Rimini ed il passetto mercantile di Santarcangelo si dividono in 12 once.
Il piede, misura architettonica ed agrimensoria, si divide in 10 once.

## Misure di superficie
| Comuni         | Denominazione | Valore    | Unità |
| -------------- | ------------- | --------- | ----- |
| Tutti i comuni | Tornatura     | 2947,9293 | m²    |

La tornatura si divide in 100 tavole, la tavola in 100 piedi quadrati.

## Misure di volume
| Comuni         | Denominazione | Valore  | Unità |
| -------------- | ------------- | ------- | ----- |
| Tutti i comuni | Piede cubo    | 160,057 | L     |

Il piede cubo è di 1000 Once cube.

## Misure di capacità per gli aridi
| Comuni         | Denominazione | Valore   | Unità |
| -------------- | ------------- | -------- | ----- |
| Tutti i comuni | Sacco         | 187,6332 | L     |
| Rimini         | Sacco         | 175,0000 | L     |

Il sacco si divido in 4 casselle, la cassella in 3 bernarde.
II municipio di Rimini, dopo aver fatte eseguire con mezzi comuni esperienze di confronto dei propri campioni, afferma che il sacco riminese da grano è di litri 175.
Negli altri comuni del circondario però lo misure effettive usate in commercio prima dell'attuazione del sistema metrico decimale corrispondevano al ragguaglio sopra indicato.

## Misure di capacità per i liquidi
| Comuni                                        | Denominazione  | Valore   | Unità |
| --------------------------------------------- | -------------- | -------- | ----- |
| Tutti i comuni                                | Soma da vino   | 76,1320  | L     |
| Tutti i comuni meno Santarcangelo e Verucchio | Soma da olio   | 75,4980  | L     |
| Santarcangelo, Poggio Berni                   | Libbra da olio | 0,749089 | L     |
| Verucchio                                     | Libbra da olio | 0,748160 | L     |

La soma da vino di Rimini si divide in 64 boccali, il boccale in 3 terzetti.
La soma da olio di Rimini si divide in 100 libbre.
La libbra da olio di Rimini e quella di Verucchio si dividono in 24 once, ed anche in metà, quarti, ottavi.
La libbra da olio di Santarcangelo si divide in metà, quarti, ottavi. Lo stesso quella di Veruochio.

## Pesi
| Comuni                                 | Denominazione | Valore  | Unità |
| -------------------------------------- | ------------- | ------- | ----- |
| Tutti i comuni meno i seguenti         | Libbra        | 345,516 | g     |
| Santarcangelo, Poggio Berni, Verucchio | Libbra        | 342,821 | g     |
| Verucchio                              | Libbra        | 342,395 | g     |

La libbra si divide in 12 once, l'oncia in 8 ottave.
Nella città di Rimini ed altri comuni del Circondario si usa anche denominare libbra comune quella di 12 once, e si adoperano altresì una Libbra mezzana composta di once 18 ed una libbra grossa di once 24, ossia il doppio della libbra comune.
Lo stesso in Santarcangelo ed in Verucchio, dove si usano pure la libbra grossa di once 24, la libbra mezzana di once 18 e la libbra comune di Once 12.
L'oncia è speciale per ciascuno dei comuni di Rimini, Santarcangelo e Verucchio, ognuno dei quali ha la propria.

## Territorio
Nel 1874 nel circondario di Rimini erano presenti 17 comuni divisi in 4 mandamenti.
- Coriano • Coriano, Misano in Villa Vittoria, Monte Colombo, Montescudo, Morciano di Romagna, San Clemente
- Rimini • Rimini, Verucchio
- Saludecio • Gemmano, Mondaino, Montefiorito, Montegridolfo, Saludecio, San Giovanni in Marignano
- Sant'Arcangelo di Romagna • Poggio Berni, Santarcangelo di Romagna, Scorticata